# ガラパゴスアホウドリ
ガラパゴスアホウドリ（学名: Phoebastria irrorata）は、ミズナギドリ目アホウドリ科に分類される鳥類の1種。英名では Galapagos Albatross とも呼ばれる。

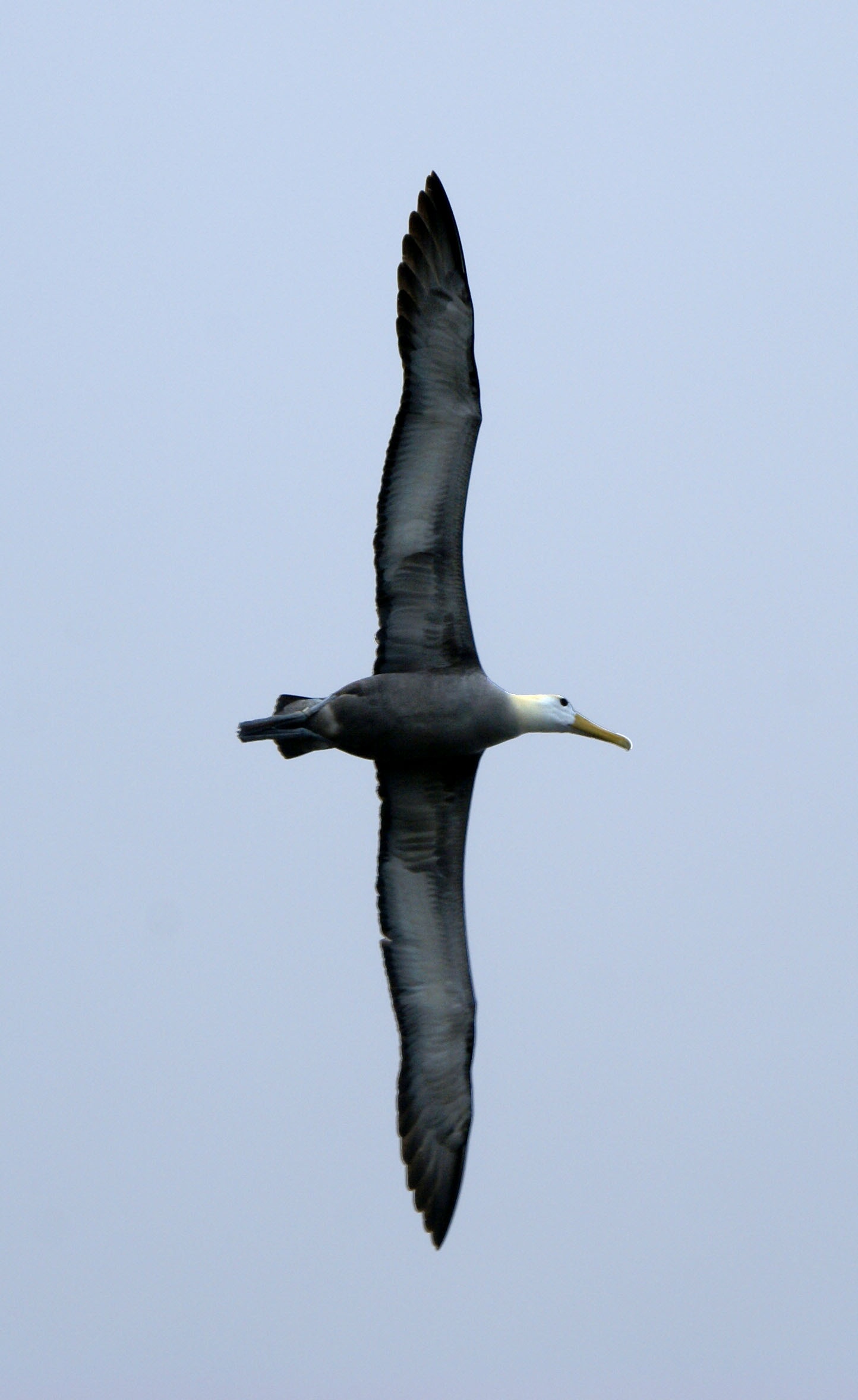
飛翔

## 分布
ガラパゴス諸島のエスパニョラ島でほとんど繁殖するが、エクアドル本土沖にあるラ・プラタ島（スペイン語: Isla de la Plata）でも少数の繁殖が認められる。
ガラパゴスアホウドリは、採餌のためエスパニョラ島より東または東南におよそ1,000km離れた大陸沖の海域へと渡り、非繁殖期には、主にエクアドルやペルーの沖合の海域に分布する。ときにコロンビアやパナマ海域でも観察される。

## 形態
中形のアホウドリ類で、全長89cm (85-93cm) 、翼開長235cm (230-240cm) 。体重3-5kg。頭部および頸部は黄色みのある白色で、対照的に体部はほぼ褐色であり、さらに頭部や頸部に対して、黄色くて長く大きいくちばしが特徴となる。体上面および下面は胸を除き褐色で、微細な縞模様があり、腰の縞はやや粗い。上翼、背、尾羽は褐色で、胸および下翼は白色を帯びる。腋羽は褐色。足は青みがある。幼鳥は、頭部がより白いなどのほかは成鳥に似る。雛は褐色の綿毛に覆われる。雌雄同色。虹彩は暗褐色。

## 生態

### 食性
主に餌とするのは、魚類、イカ、甲殻類である。しかしまた、他の鳥類の吐き戻した餌など、他の餌となるものをあさることが観察されている。

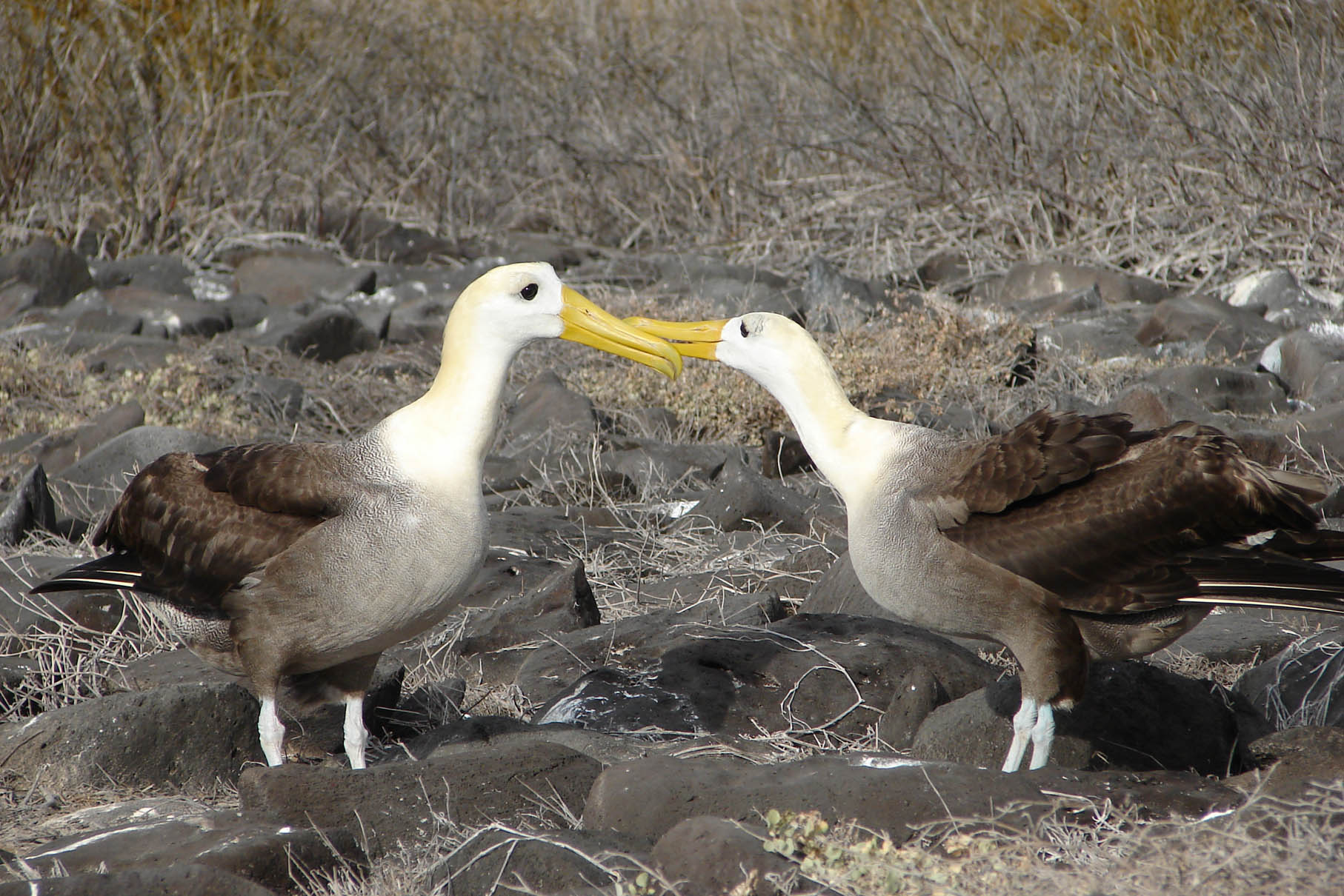
求愛の儀式

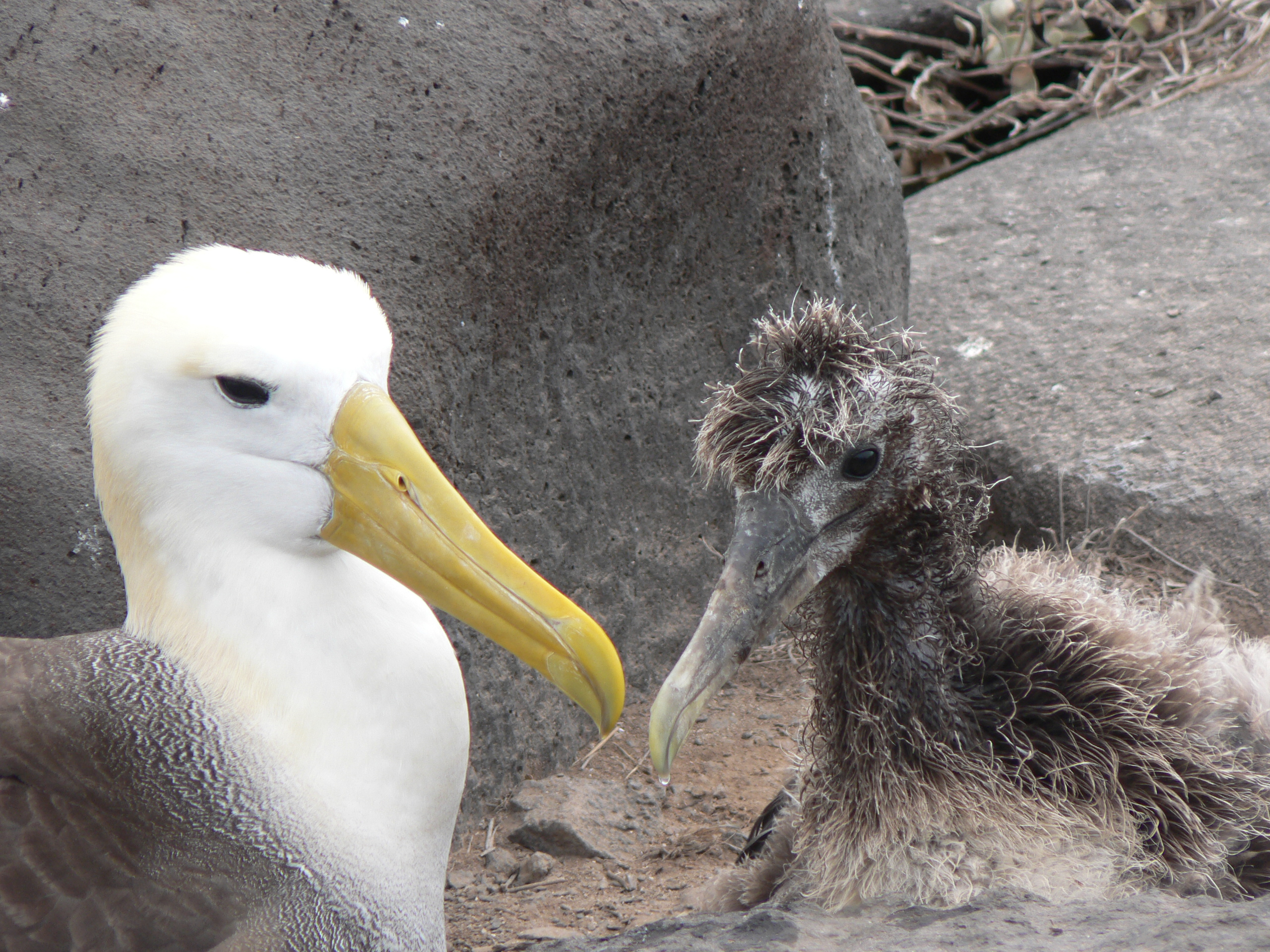
成鳥と雛（ひな）

### 繁殖
ガラパゴス諸島には3月後半に飛来し、1月まで繁殖のために留まる。巣は、丸い石や、まばらな植物もしくは密集した茂みのある溶岩地に作られるが、ごく簡素なものである。ガラパゴスアホウドリの求愛行動においては非常に巧みな光景が見られる。くちばしを素速く回しておじぎをし、くちばしを叩き合わせ、それからくちばしを高く掲げてフー・オー (whoo-oo) という大きな鳴き声をあげる。
4月中頃から5月にかけて300g近い1個の白い卵を産み、その後雌雄が抱卵して2か月で孵化する。卵が孵ると、親鳥が海上に出て餌を採ってくる間、雛たち同士で一緒に留まっている。親鳥は島に戻ると2kgの油状になった餌を吐き出して雛に与え、羽毛が生えそろうまでの約170日のあいだ雌雄で給餌する。雛は12月には成鳥の大きさに達し、1月までに集団繁殖地（コロニー）から渡去する。巣立った雛は数年後に成鳥として再び渡来する。夫婦となったものは雌雄どちらかが死ぬまで配偶関係が続き、寿命は40-50年とされる。

## 保全状況
| 繁殖地         | 繁殖個体数 | 推移                  |
| ラ・プラタ島   | 20 - 40    | 不明                  |
| ガラパゴス諸島 | 34,660     | 84年間に 1 - 19% 減少 |
| 合計           | 34,700     | 84年間に 1 - 19% 減少 |

ガラパゴス諸島におけるガラパゴスアホウドリは、国立公園の係員により保護されており、その島もまた世界遺産に登録されている。しかし、限定された分布域、延縄漁による混獲、観光の影響、病気、および周辺海域における密漁の影響が、ガラパゴスアホウドリを相当な危険にさらしている。特に延縄漁は、本種に深刻な影響をもたらし、2000年には国際自然保護連合 (IUCN) によって準絶滅危惧 (Near threatened, NT) から危急種 (Vulnerable, VU) に変更された。2001年には成鳥約34,700羽とされるにもかかわらず、最近になってその数はかつてない割合で明らかに減少し始めており、おそらくそれは性比（雄がより高頻度に殺される）にも影響をおよぼす延縄漁によるものである。現在の状況において、個体群が絶滅に至る壊滅的衰退に向かう極めて脆弱な種であるとして、ガラパゴスアホウドリは2007年のIUCN レッドリストで、絶滅寸前 (Critically Endangered, CR) に変更された。
成鳥約34,700羽という個体数は、2001年の推定値に基づくが、1970-1971年には24,000羽（12,000つがい）と推定され、1994年には31,200-36,400羽（15,600-18,200つがい）とされ、全個体数はおよそ50,000-70,000羽と推定されている。

## 画像

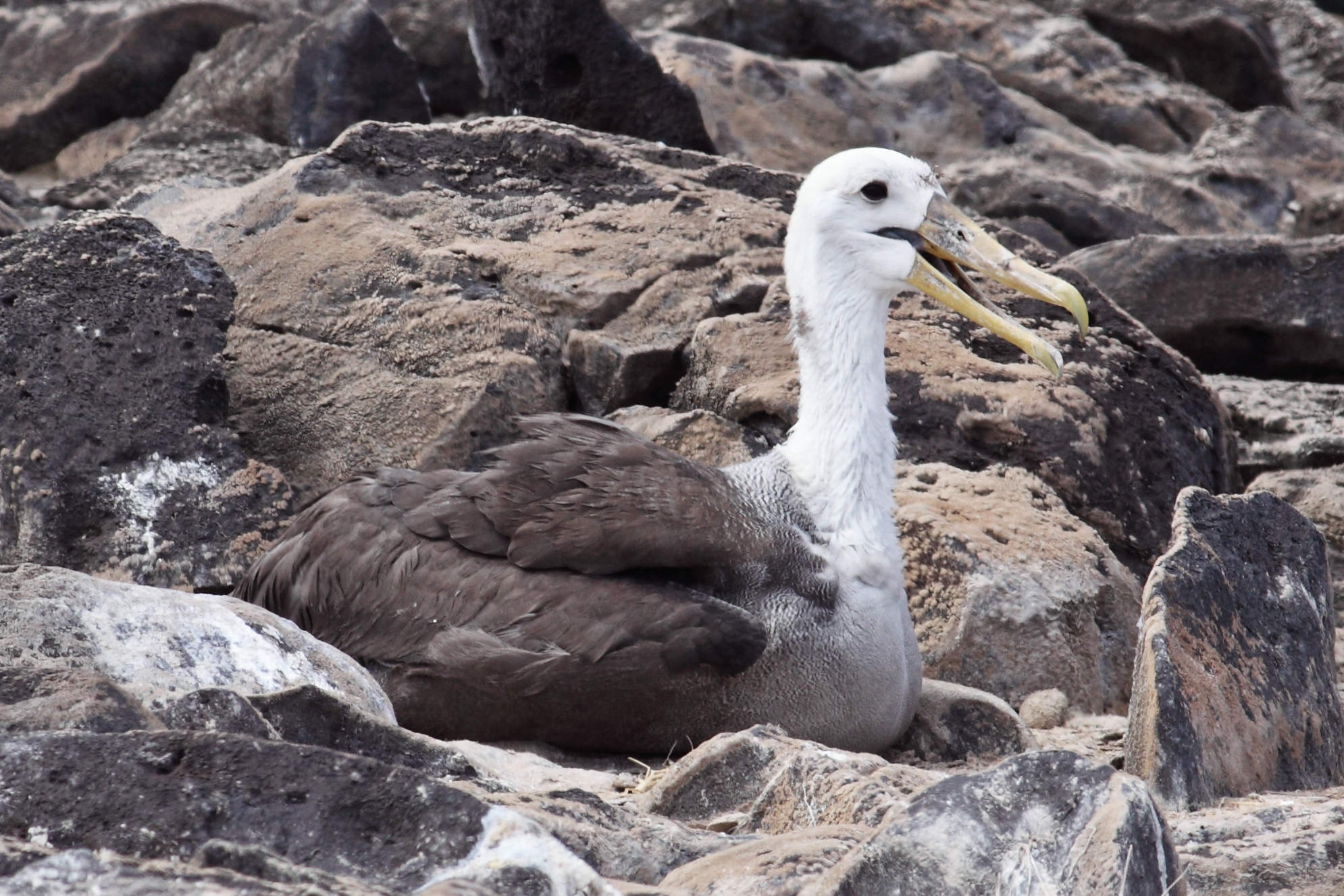
幼鳥 （1月、エスパニョラ島）
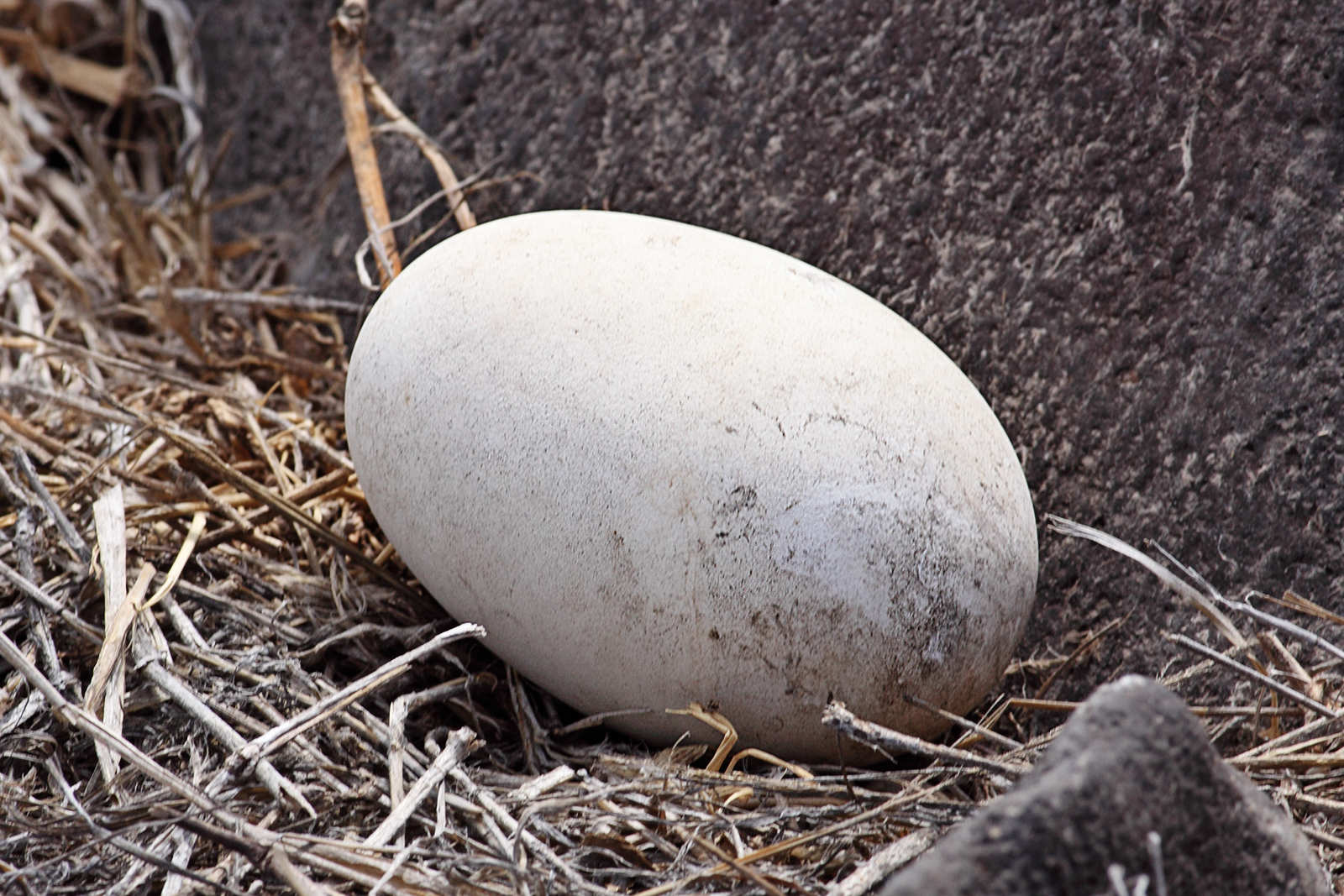
放棄された卵 （エスパニョラ島）
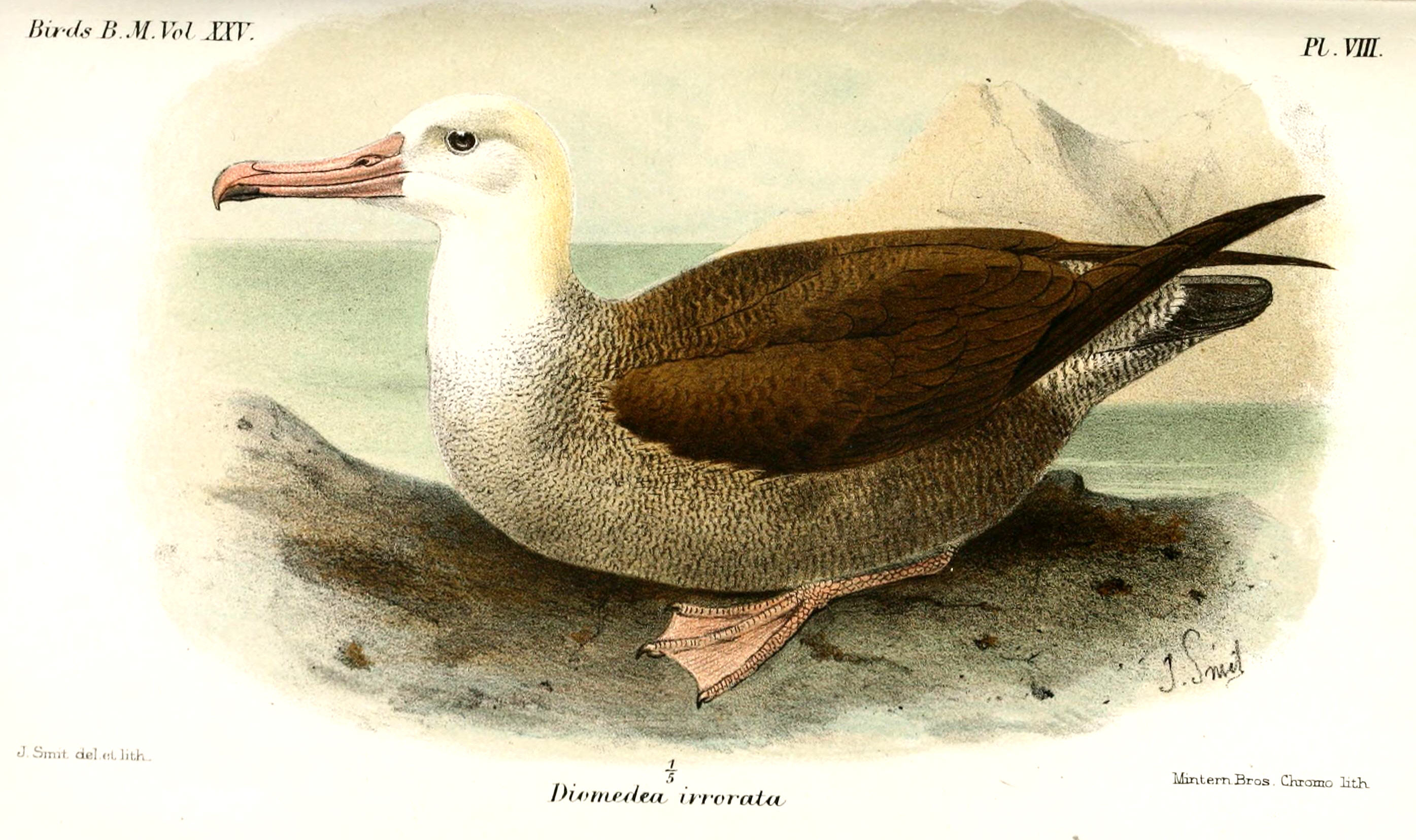
描画像 (Joseph Smit, 1896)